# Rezső Seress

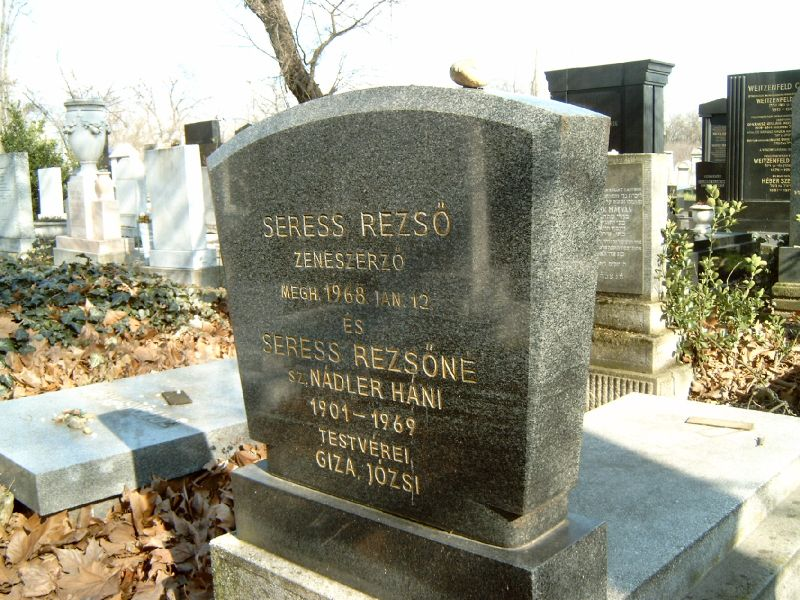
Tumba de Rezső Seress

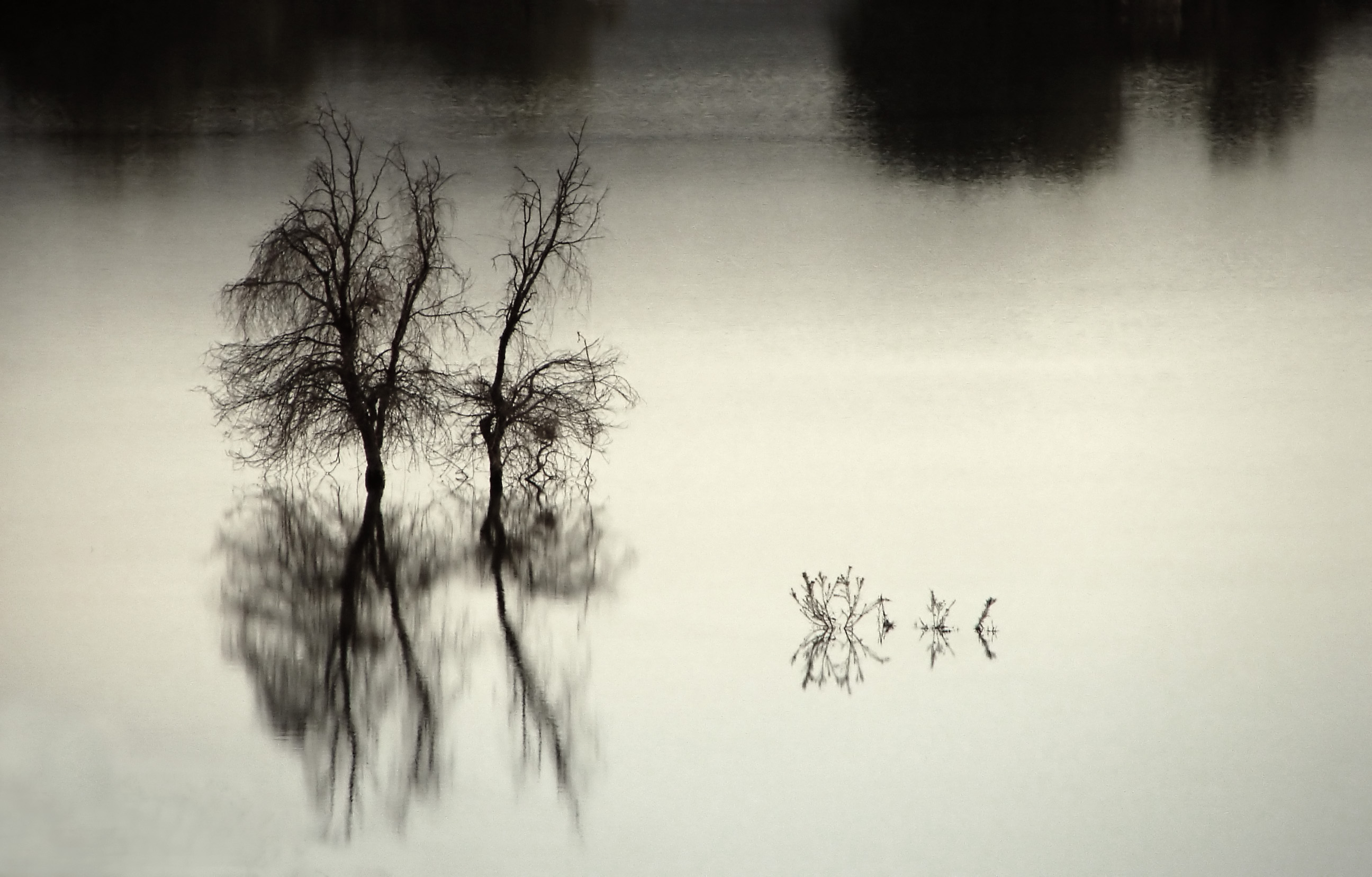
Gloomy Sunday

Rezső Seress AFI: [rɛʒøː ˈʃɛrɛʃ] (3 de noviembre de 1889 - 11 de enero de 1968) fue un pianista y compositor nacido en Budapest, actual capital de Hungría.

## Biografía
Aprendió por sí solo a tocar el piano. Solía tocar en un restaurante llamado Kispipa, que se encontraba por la calle Akácfa 38. En 1933 compuso la canción original Szomorú Vasárnap (Gloomy Sunday). La canción se ganó la fama de ser la canción húngara del suicidio, ya que, esta canción inspiró una serie de suicidios reales de personas que la escuchaban y el propio Seress. Se dice que la letra de la canción la escribió Seress en una tarde lluviosa en París, precisamente en un domingo triste. La letra fue resultado una infortunada aventura amorosa de Seress con una mujer, la cual falleció pocos días antes de su suicidio.
Muchas radiodifusoras norteamericanas y europeas habían encontrado la canción de Seress demasiado deprimente para ser difundida. La impactante desesperación y amargura de la letra original fue pronto reemplazada por la melancólica letra de su compatriota László Jávor, aunque la música terminó siendo igual. La canción original Gloomy Sunday fue prohibida en Hungría y en América.
El gran drama de Seress, su inmensa bohemia, melancolía y pesimismo, que lo arrastraba casi a la pedantería, tuvo que ver con la época y sobre todo con ser judío; y vivir en lo que más tarde fue el gueto judío de Budapest. La vida de un judío de los años treinta en Hungría no era, en modo alguno una fiesta, sino el triste preludio de lo inimaginable; que además influyo la muerte de su amada.
Aunque el pequeño Seress, Kis Seress, como le decían, o incluso Spitzer Rudi, otro seudónimo que acostumbraba utilizar, tuvo varias oportunidades de salir del país y disfrutar de las regalías de sus obras y de la libertad de Occidente. Nunca lo hizo, aludiendo que ningún poeta puede dejar su tierra, y agregando que de hacerlo, seguramente el avión terminaría chocando, tal era su destino. 
A ser visto como un judío por los nazis, fue sometido a los campos de concentración, y en varias ocasiones fue brutalmete golpeado. Pese a todo esto, Seress sobrevivió al Holocausto. Los comunistas lo consideraron un contrarrevolucionario por el hecho de que sus canciones habían causado furor en los Estados Unidos.
Rezsö Seress pasó el resto de su vida tocando en pequeños bares por un plato de comida, incluso una temporada en un circo con algo más que un organillo.
A sus 69 años en enero de 1968, intento suicidarse saltando por una ventana pero sobrevivió. Sin embargo, una vez en el hospital se ahorcó con un alambre.
Su obituario en el The New York Times menciona la notoria reputación de "Gloomy Sunday":

Budapest, 13 de enero.

Rezsoe Seress, cuya sombría canción "Gloomy Sunday" se convirtió en un éxito y a la vez desencadenó una ola de suicidios durante los años treinta, ha puesto fin a su propia vida al conocerse este día que se ha suicidado.

Autoridades revelaron hoy que Seress saltó por una ventana desde su pequeño apartamento el domingo pasado, poco después de cumplir 69 años.

La década de los años treinta estuvo marcada por una severa depresión económica y por la agitación política que iba a dar lugar a Segunda Guerra Mundial. La melancólica canción escrita por el señor Seress, con letra de su amigo, Ladislas Javor, un poeta, declara en su clímax: "Mi corazón y yo hemos decidido poner fin a todo." Fue culpado por un fuerte aumento de los suicidios, y las autoridades húngaras finalmente prohibibieron el tema.

En los Estados Unidos, donde Paul Robeson introdujo una versión en inglés, algunas emisoras de radio y clubes nocturnos prohibieron su interpretación.

El señor Seress se quejaba de que el éxito de "Gloomy Sunday" en realidad aumentó su infelicidad, porque sabía que jamás sería capaz de escribir un segundo éxito.

The New York Times, 13 de enero de 1968.

En el mismo Budapest, el restaurante Kispipa Vendéglő sigue existiendo hoy en día, habiendo dentro del lugar un piano y un cuadro de Seress colgado en la pared. El pianista continúa la tradición de tocar la famosa canción.